# História da Alemanha (1945–1990)

A Alemanha, após a guerra, foi dividida em duas nações, a Ocidental e a Oriental.

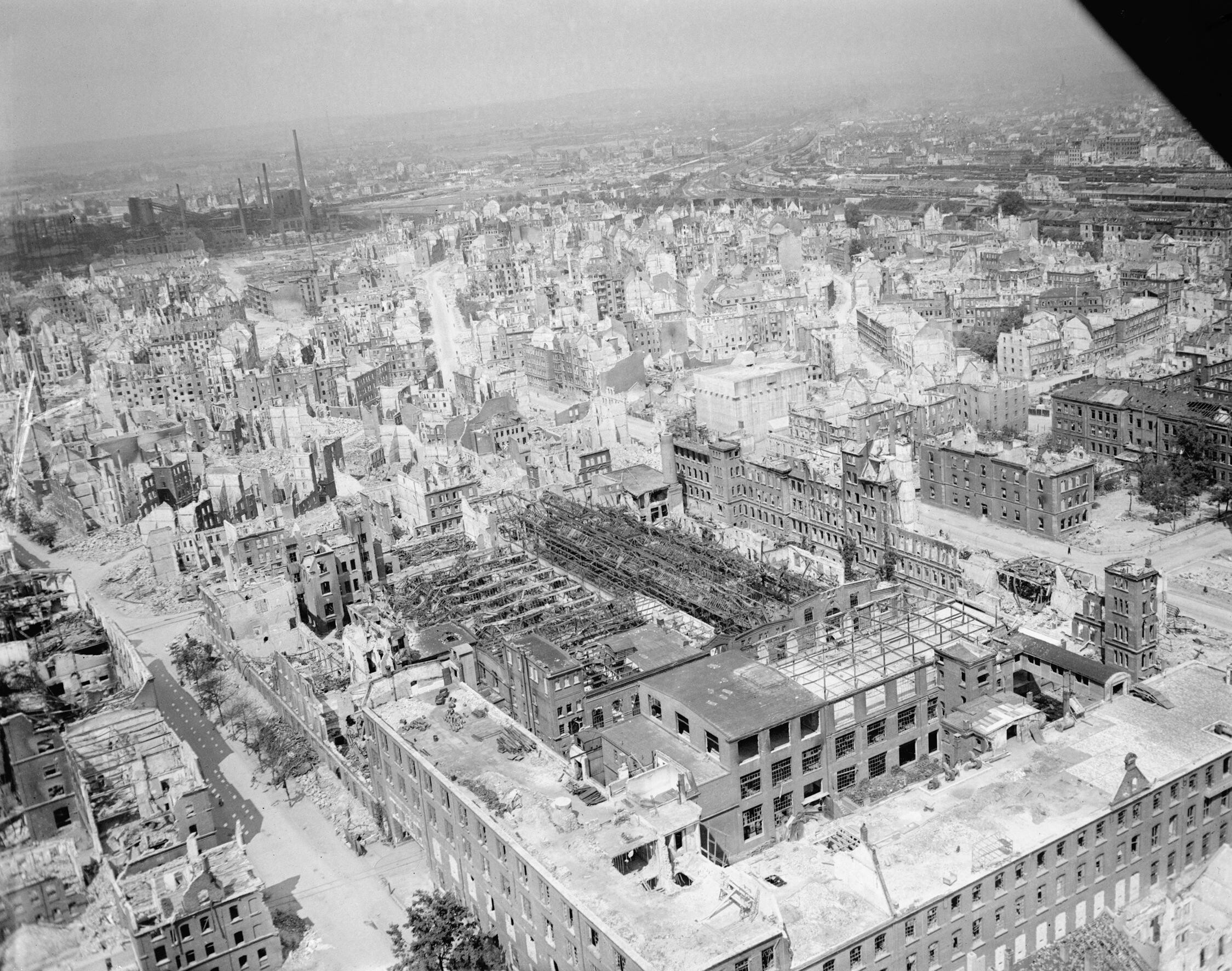
A cidade de Nurembergue em maio de 1945, destruida pelos bombardeios aéreos aliados. Os principais centros urbanos alemães após a guerra estavam em ruínas.

Após a derrota do país na Segunda Guerra Mundial e o início da Guerra Fria, a Alemanha permaneceria dividida por 40 anos, com cada uma das partes integrando blocos econômico-ideológicos opostos. Só em 1990, com o colapso da União Soviética e o fim da Guerra Fria, a Alemanha foi reunificada.
Os alemães referem-se muitas vezes a 1945 como a Stunde Null (a hora zero), para descrever o quase-total colapso do país, que também enfrentava uma situação de escassez alimentar. Na Conferência de Potsdam, a Alemanha foi dividida pelos Aliados em quatro zonas de ocupação militar; as três zonas a oeste viriam a formar a República Federal da Alemanha (conhecida como Alemanha Ocidental), enquanto que a área ocupada pela União Soviética se tornaria a República Democrática da Alemanha (conhecida como Alemanha Oriental), ambas fundadas em 1949. A Alemanha Ocidental estabeleceu-se como uma democracia capitalista e a sua contraparte oriental, como um Estado comunista sob influência da URSS. Em Potsdam, os Aliados decidiram que as províncias a leste dos rios Oder e Neisse (a "linha Oder-Neisse") seriam transferidas para a Polônia e a Rússia (Kaliningrado). O acordo também determinou a abolição da Prússia e a repatriação dos alemães que residiam naqueles territórios, formalizando o êxodo alemão da Europa Oriental.
As relações entre os dois Estados alemães do pós-guerra mantiveram-se frias, até a política de aproximação com os países comunistas da Europa Oriental promovida pelo Chanceler ocidental Willy Brandt (Ostpolitik), nos anos 1970, cujo conceito principal era "Dois Estados alemães dentro de uma nação alemã". O relacionamento entre os dois países melhorou e, em setembro de 1973, as duas Alemanhas tornaram-se membros da ONU.
Durante o verão de 1989, mudanças políticas ocorridas na Alemanha Oriental e na União Soviética permitiram a reunificação alemã. Alemães orientais começaram a emigrar em grande número para o lado ocidental, via Hungria, quando o governo húngaro decidiu abrir as fronteiras com a Europa Ocidental. Milhares de alemães orientais ocuparam missões diplomáticas da Alemanha Ocidental em capitais do leste europeu. A emigração e manifestações em massa em diversas cidades pressionaram o governo da Alemanha Oriental por mudança, o que levou Erich Honecker a renunciar em outubro; em 9 de novembro de 1989, as autoridades alemãs orientais surpreenderam o mundo ao permitir que seus cidadãos cruzassem o Muro de Berlim e outros pontos da fronteira interna alemã e entrassem em Berlim Ocidental e na Alemanha Ocidental - centenas de milhares aproveitaram a oportunidade. O processo de reformas na Alemanha Oriental culminou com a reunificação da Alemanha, em 3 de outubro de 1990.
Juntamente com a França e outros países europeus, a nova Alemanha tem exercido um papel de liderança nas instituições comunitárias europeias. É um dos principais defensores da união monetária, de uma maior unificação nas áreas de política, defesa e segurança da Europa. O governo alemão expressou interesse em assumir um assento permanente no Conselho de Segurança das Nações Unidas.